# Плющ, Григорий Захарович
Григорий Захарович Плющ (14 июня 1925, село Великая Девица, Прилукский округ, Полтавская губерния, Украинская ССР — 16 декабря 1996, Новоазовск, Донецкая область, Украина) — директор племенного завода имени Розы Люксембург Новоазовского района Донецкой области, Украинская ССР. Герой Социалистического Труда (1971).

## Биография
Родился в 1925 году в селе Великая Девица (в советское время — Жовтневое) Прилукского округа Полтавской губернии. После окончания местной сельской школы в 1939 году поступил в Борзянский сельскохозяйственный техникум, учёбу в котором оставил из-за начала Великой Отечественной войны. В октябре 1943 года призван в Красную Армию по мобилизации. Воевал ездовым батареи 120-мм пулемётов в составе 21-го стрелкового полка 180-й стрелковой дивизии. С 1945 года — член ВКП(б).
В марте 1950 года уволился из армии в запас и продолжил обучаться в Борзянском сельскохозяйственном техникуме, который окончил с отличием в 1951 году. Затем обучался в Московской сельскохозяйственной академии имени Тимирязева. В 1957 году окончил обучение по специальности «учёный агроном». Трудился агрономом, главным агрономом в совхозе «Саханка» Новоазовского района.
В 1961 году назначен директором племенного завода имени Розы Люксембург с центральной усадьбой в селе Новоазовское. Вывел завод в число передовых племенных хозяйств Украинской ССР. Завод ежегодно поставлял в сельскохозяйственные предприятия более трёх тысяч овец цигайской породы приазовского типа. По высокие производственные показатели по итогам Семилетки (1959—1965) награждён Орденом Трудового Красного Знамени.
Племенной завод под его руководством досрочно выполнил плановые задания Восьмой пятилетки (1966—1970). Указом Президиума Верховного Совета СССР от 8 апреля 1971 года удостоен звания Героя Социалистического Труда за «выдающиеся успехи, достигнутые в развитии сельскохозяйственного производства и выполнении пятилетнего плана продажи государству продуктов земледелия и животноводства» с вручением ордена Ленина и золотой медали «Серп и Молот» (№ 17566).
По итогам работы Девятой пятилетки (1971—1975) награждён вторым Орденом Трудового Красного Знамени, а передовой овцевод племенного завода Григорий Алексеевич Сигарёв был удостоен звания Героя Социалистического Труда.
Избирался депутатом Донецкого областного и Новоазовского районного Советов депутатов трудящихся.
После выхода на пенсию проживал в Новоазовске. С июня 1986 года — персональный пенсионер союзного значения. Умер в декабре 1996 года.

## Награды
- Герой Социалистического Труда
- Орден Ленина
- Орден Отечественной войны 2 степени (11.03.1985)
- Орден Трудового Красного Знамени — дважды (22.03.1966; 10.03.1976)
- Медаль «За боевые заслуги» (04.03.1944)
- Медали ВДНХ.